# Liste der Bodendenkmäler in Moosach
Auf dieser Seite sind die Bodendenkmäler in der oberbayerischen Gemeinde Moosach zusammengestellt. Diese Tabelle ist eine Teilliste der Liste der Bodendenkmäler in Bayern. Grundlage ist die Bayerische Denkmalliste, die auf Basis des Bayerischen Denkmalschutzgesetzes vom 1. Oktober 1973 erstmals erstellt wurde und seither durch das Bayerische Landesamt für Denkmalpflege geführt wird. Die folgenden Angaben ersetzen nicht die rechtsverbindliche Auskunft der Denkmalschutzbehörde.

## Bodendenkmäler der Gemeinde Moosach

### Bodendenkmäler in der Gemarkung Moosach
| Lage               | Objekt | Akten-Nr.     | Bild |
| ------------------ | --- | ------------- | ---- |
| Moosach (Standort) | Untertägige mittelalterliche und frühneuzeitliche Befunde im Bereich der Katholischen Wallfahrtskirche St. Maria Altenburg und ihrer Vorgängerbauten. Siehe auch: Maria Altenburg (Altenburg) | D-1-7937-0026 |      |
| Moosach (Standort) | Villa rustica der römischen Kaiserzeit sowie Tuffplatten- und Körpergräber des frühen Mittelalters.                                                                                           | D-1-7937-0046 |      |
| Moosach (Standort) | Burgstall des hohen Mittelalters (Falkenberg). Siehe auch: Burg Falkenberg (Moosach) | D-1-7937-0047 |      |
| Moosach (Standort) | Burgstall des hohen Mittelalters (Altenburg). Siehe auch: Burgstall Altenburg (Moosach) | D-1-7937-0048 |      |
| Moosach (Standort) | Verebnete Grabhügel vorgeschichtlicher Zeitstellung. | D-1-7937-0076 |      |
| Moosach (Standort) | Untertägige frühneuzeitliche Befunde im Bereich von Schloss Falkenberg und seines Vorgängerbaus. Siehe auch: Schloss Falkenberg (Moosach)                                                     | D-1-7937-0105 |      |
| Moosach (Standort) | Untertägige mittelalterliche und frühneuzeitliche Befunde im Bereich der Katholischen Filialkirche St. Pankratius in Berghofen.                                                               | D-1-7937-0108 |      |
| Moosach (Standort) | Verebnete Grabhügel vorgeschichtlicher Zeitstellung. | D-1-7937-0122 |      |
| Moosach (Standort) | Ringwall vor- und frühgeschichtlicher Zeitstellung. | D-1-7937-0200 |      |